# Nevi infuocate
Nevi infuocate (A Breath of Snow and Ashes) è un romanzo di Diana Gabaldon pubblicato nel 2005. Costituisce il primo volume italiano di Nevi infuocate, il sesto capitolo della serie di Outlander.

## Trama
Marzo 1773. Il governatore Martin nomina Jamie agente per gli indiani e gli assegna il compito di persuaderli a sostenere la Corona; Claire, però, è preoccupata che, con l'avvento della Rivoluzione Americana, le cose possano volgere al peggio per chi si è schierato dalla parte della Corona. Mentre la vita a Fraser's Ridge continua e arrivano anche nuovi fittavoli dalla Scozia, Claire viene aggredita al capanno del maltaggio da alcuni uomini che vogliono il whisky prodotto dalla famiglia Fraser. La donna viene rapita, picchiata e violentata, ma incontra anche Donner, un altro viaggiatore nel tempo proveniente dal 1968. Dopo essere stata salvata da Jamie, Claire cerca di riprendersi continuando a esercitare la sua professione di medico, assistita dalla sua allieva Malva Christie, e aiuta Marsali a partorire il quarto figlio. A luglio del 1774, Roger annuncia a Brianna la sua intenzione di diventare pastore presbiteriano per aiutare le persone in difficoltà.

## Edizioni
- Nevi infuocate, Corbaccio, 2008,  p. 668, ISBN 978-8879729291.
- Nevi infuocate, TEA, 2010, ISBN 978-8850221165.